# Euphaedra littoralis
Euphaedra littoralis är en fjärilsart som beskrevs av Talbot 1929. Euphaedra littoralis ingår i släktet Euphaedra och familjen praktfjärilar. Inga underarter finns listade i Catalogue of Life.